# Dung Kai-cheung
Dung Kai-cheung (chinois 董啟章), né en 1967, est un écrivain de Hong Kong.

## Œuvre
La première œuvre de Dung Kai-cheung, Xixiliya (Cécilia), a paru en 1992. Anzhuozhenni (安卓珍尼, Androgynie) a pour thèmes l'identité sexuelle et le relations entre nature et culture.

## Liste des œuvres
- Xixiliya (西西利亞, Cécilia), 1992.
- Anzhuozhenni (安卓珍尼, Androgynie), Taipei, Lianhe Wenxue, 1996.
- Shuang shen (雙身, Corps double), 1997.
- Dituji : Yi ge xiangxiang de chengshi de kaoguxue (地圖集, Atlas : Archéologie d’une ville imaginaire), Taipei, Lianhe Wenxue, 1997
- Trilogie : Histoire naturelle (自然史三部曲, Ziranshi sanbuqu) 
  - première partie : Tiangong Kaiwu. Xuxu Ruzhen (天工開物 · 栩栩如真, Exploitation des œuvres de la nature : Vive, Comme-réelle), 1997
  - deuxième partie : Shijian fan shi. Yaci zhi guang (時間繁史 · 啞瓷之光, Histoires   multiples   du   temps.   L’éclat   de   Porcelaine-muette), 2007
  - premier tome de la dernière partie : Wuzhong yuanshi. Beibei chongsheng (物種源始 · 貝貝重生, L’Origine des espèces : Trésor renaît), 2010

## Prix
- Prix Lianhe Wenxue des nouveaux écrivains pour Anzhuozhenni (安卓珍尼, Androgynie)

## Traductions
- (en) [PDF] Dung Kai Cheung, « The Young Shen Nong » (extraits), tr. Ian Chapman, dans Renditions, numéros 47-48, 1997 [lire en ligne]
- Dung Kai-cheung, « Le collage de Shishi, Sisi et CC dans le fast-food et l'histoire de Virginia », dans L'Horloge et le Dragon. 12 auteurs et 14 nouvelles contemporaines de Hong Kong, trad. Annie Curien, éditions Caractères, 2006, p. 197-238.
- Dung Kai-cheung, « Le Kaléidoscope », trad. Sebastian Veg, in Annie Bergeret Curien (éd.), Alibi 2. Dialogues littéraires franco-chinois, Paris, Éditions de la MSH, 2010, p. 214-227.
- Dung Kai-cheung, « Subtopie et unitopie », extraits d'Atlas traduits par Gwennaël Gaffric, in Jentayu n°4. Cartes et Territoires, Andert-et-Condon, Éditions Jentayu, 2016, p. 163-180.
- Dung Kai-cheung, « Atlas : un florilège », extraits d'Atlas traduits par Gwennaël Gaffric, in Jentayu Hong Kong, hors-série n°5, Andert-et-Condon, Éditions Jentayu, 2022, p. 49-61.